# Alchemilla hamzaoglui
Alchemilla hamzaoglui är en rosväxtart som beskrevs av Yild.. Alchemilla hamzaoglui ingår i släktet daggkåpor, och familjen rosväxter. Inga underarter finns listade i Catalogue of Life.